# Australiskt kvastgräs
Australiskt kvastgräs (Chloris divaricata) är en gräsart som beskrevs av Robert Brown. Australiskt kvastgräs ingår i släktet kvastgrässläktet, och familjen gräs. Inga underarter finns listade i Catalogue of Life.